# Храм Бориса и Глеба, что у Арбатских ворот
Храм Бориса и Глеба, что у Арбатских ворот — утраченный православный храм, существовавший в Москве, в Белом городе, на Арбатской площади. Разрушен коммунистами в 1930 году.

## История
Церковь впервые упоминается в летописи, говорящей о событиях 28 июля 1493 года — о великом пожаре, разгоревшемся от копеечной свечки в соседнем храме Николы на Песках. В том же летописном сообщении впервые встречается и название Арбат.
Первый каменный храм в честь Бориса и Глеба выстроен в 1527 году, по приказу великого князя Василия III. Особенно чтил эту церковь его сын Иван Грозный. При нём в 1551 году храм Бориса и Глеба стал одним из семи московских соборов (по числу Вселенских Соборов), то есть главным храмом в определенном приходском округе. Он был и местом особенного царского богомолья перед военными походами, так как располагался на главном, западном, направлении. По обычаю, государи шествовали в него из Кремля с крестным ходом, со свитой, духовенством и воинством, слушали в нём обедню, затем служили молебен и получали напутственное благословение. Иван Грозный молился здесь в мае 1562 года, когда «шёл на своё дело Литовское», и слушал здесь обедню. В ноябре того же года Иван Грозный, вновь решив пойти на Литву, после моления в кремлёвских соборах отправился с воинством к арбатской церкви Бориса и Глеба. В крестном ходу с царем шёл святитель Макарий, митрополит Московский, а шествие несло с собой чудотворный Донской образ Божией Матери, который был с Дмитрием Донским на Куликовом поле. На молебне пастырь и государь молили Господа о победе и о сохранении Москвы и всех русских городов «от всякого злаго навета». У этого же храма традиционно встречали государей, возвращавшихся из военных походов. В марте 1563 года здесь с триумфом встречали Ивана Грозного, когда русскими войсками был взят Полоцк.
Новая церковь с приделами Казанской Божией Матери и Воскресения Словущего строилась 5 лет с 1763 года, освящена в 1768 году. Она была построена на средства бывшего канцлера графа Алексея Бестужева. Архитектором выступил Карл Иванович Бланк.
После пожара 1812 года, пощадившего храм, к нему были приписаны разоренные окрестные церкви. Некоторые из них вскоре разобраны, а материал употреблен на строительство приделов Ризы положения во Влахерне и Марии Магдалины. Церковь являлась одним из лучших образцов барокко в Москве, однако снесена в 1930 году под предлогом реконструкции площади. Вблизи места церкви поставлен небольшой памятный знак.
В 1997 году к празднику 850-летия столицы правительство Москвы приняло решение о сооружении храма-часовни Бориса и Глеба на Арбатской площади. Его воздвигли чуть дальше от того места, где стоял исторический прототип, но точно на месте старинного храма Тихона Чудотворца, тоже уничтоженного коммунистами, оттого один из приделов освящён во имя святого Тихона. Храм-часовню строили по образу старого Борисоглебского храма, но полных данных о его интерьере обнаружить не удалось.
Закладка состоялась 8 мая 1997 года, а уже 6 августа Патриарх Московский и всея Руси Алексий II освятил храм-часовню, ставшую памятником утраченной святыни. Рядом, перед кинотеатром «Художественный», установлен памятный знак — на том самом месте, где стоял подлинный храм Бориса и Глеба.

## Духовенство
- Протоиерей Борис Николаевич Давыдов, и. о. настоятеля. Родился 1 февраля 1964 года. Образование: Московская духовная семинария[1].

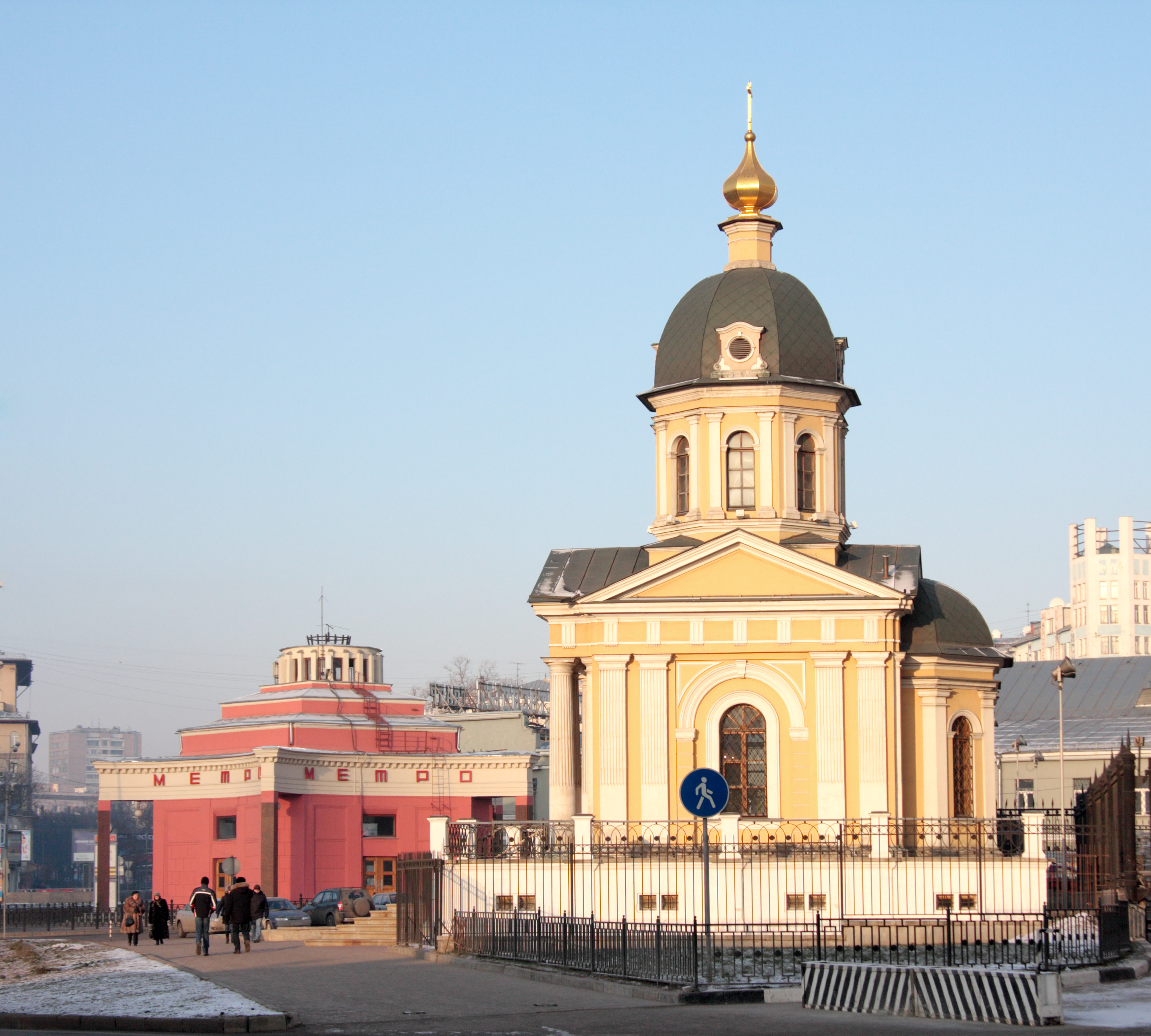
Часовня Бориса и Глеба на Арбатской площади
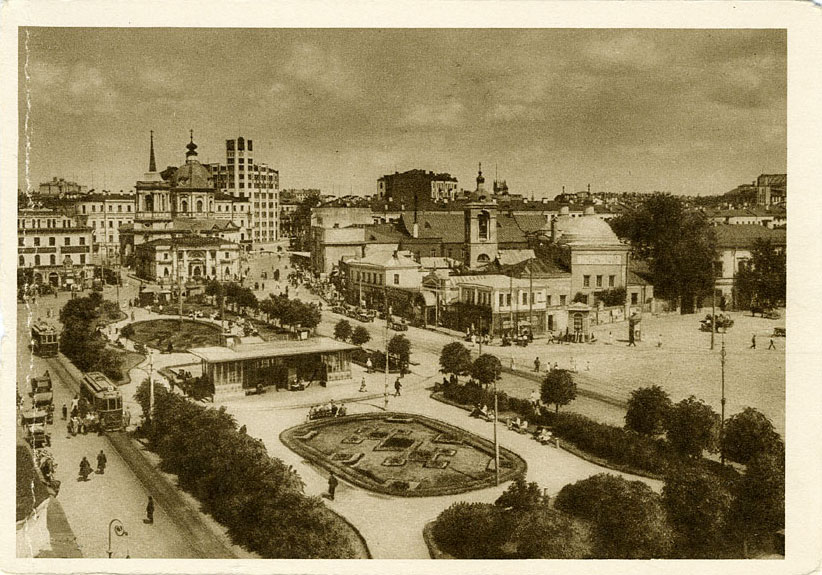
Сквер на Арбатской площади. За сквером церковь Бориса и Глеба, правее по центру церковь Тихона, епископа Амафунтского у Арбатских ворот.1930 год
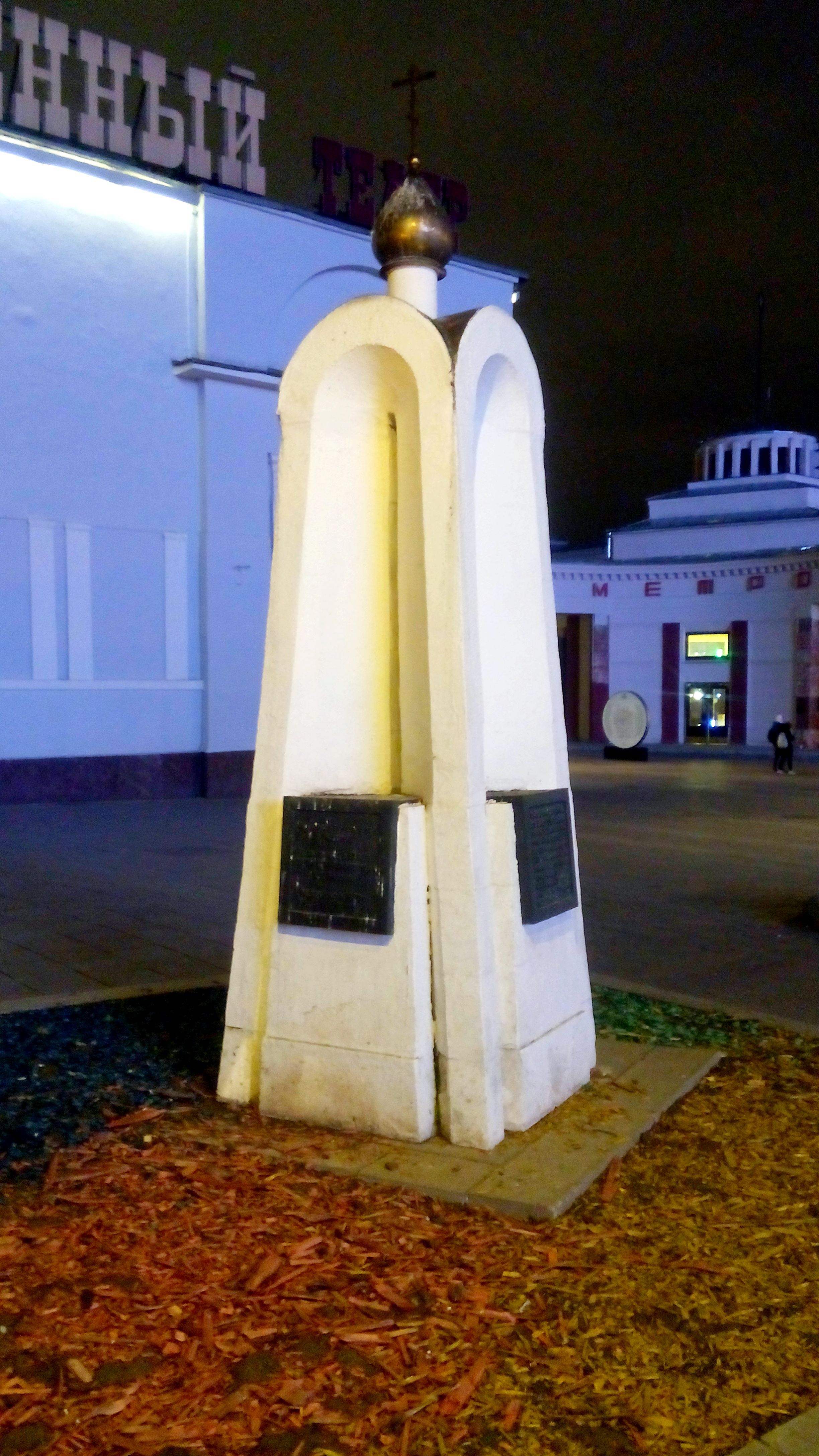
Памятный знак, обозначающий место, где ранее располагался ныне снесенный храм Бориса и Глеба в Москве на Арбатской площади